# Теодрик (король Берниции)
Теодрик (погиб в 579) — король Берниции (572—579) из династии Идингов.
Теодрик, сын короля Иды, пришёл к власти в Берниции после смерти своего брата Этельрика. Возрастающая мощь западного соседа — Регеда — вызвала тревогу у Теодрика и он пошел войной на это королевство. В битве при Аргойд Лливейн он был наголову разбит войсками короля Регеда Уриена. Во время битвы Теодрик был в единоборстве убит Оуэном ап Уриеном. Ему наследовал его брат Фритувальд.